# Jim Standen
James Alfred Standen (Londra, 30 maggio 1935) è un ex calciatore e crickettista inglese, di ruolo portiere.

## Carriera

### Calcio
Dopo aver iniziato nel Rickmansworth, nell'ottobre 1952 entra nelle giovanili dell'Arsenal. Dopo il servizio militare entra a far parte della prima squadra dei Gunners nel 1957, esordendo nella sconfitta per 2-1 contro il Template:Calcio Bunley nel dicembre di quell'anno.
Le sue presenze da titolare nel club sono limitate da Jack Kelsey, titolare praticamente inamovibile dei Gunners, che gli permetteranno di giocare solo 35 incontri in campionato. Miglior piazzamento ottenuto durante la sua militanza nel club sarà il terzo posto nella First Division 1958-1959.
Nell'ottobre 1960 passa per £8.000 al Luton Town, con cui ottiene il tredicesimo posto nella Second Division 1960-1961.
Dalla stagione 1962-1963 torna a giocare nella massima serie inglese, ingaggiato dal West Ham Utd, che si trovavano nell'emergenza di sostituire l'infortunato Lawrie Leslie.
Con gli Hammers vince, giocando da titolare la finale, la FA Cup 1963-1964, battendo con i suoi il Preston N.E.. Al successo in FA Cup, segue la vittoria, ad ex aequo con il Liverpool, della FA Charity Shield 1964. Grazie alla vittoria nella coppa nazionale, con gli Hammers partecipa alla Coppa delle Coppe 1964-1965, che si aggiudica battendo in finale i tedeschi del Monaco 1860. Nel 1966 raggiunge la finale della Football League, persa contro il West Bromwich. Perde il posto da titolare dopo l'ingaggio nel 1967 di Bobby Ferguson dal Kilmarnock. Durante l'intera militanza con gli Hammers Standen ha giocato 236 incontri ufficiali.
Nel 1968 viene ingaggiato dagli statunitensi del Detroit Cougars, per disputare la prima edizione della North American Soccer League. Con il club di Detroit ottiene il quarto ed ultimo posto della Lakes Division.
Terminata l'esperienza americana torna in patria per giocare con i cadetti del Millwall e poi del Portsmouth.

### Cricket
Tra il 1959 ed il 1970 gioca a cricket nel Worcestershire, con cui vince il County Championship 1964.

## Palmarès

### Calcio

#### Competizioni nazionali
- Coppa d'Inghilterra: 1

West Ham: 1963-1964
- Charity Shield: 1

West Ham: 1964 (ex aequo)

#### Competizioni internazionali
- Coppa delle Coppe: 1

West Ham: 1964-1965

### Cricket
- County Championship: 1

Worcestershire: 1964